# Astragalus perplexans
Astragalus perplexans är en ärtväxtart som beskrevs av Dieter Podlech. Astragalus perplexans ingår i släktet vedlar, och familjen ärtväxter. Inga underarter finns listade i Catalogue of Life.